# جاك باكمان
جاك باكمان هو سياسي أمريكي، ولد في 26 أبريل 1922، وتوفي في 19 يوليو 2002. نشط حزبياً في الحزب الديمقراطي. وقد انتخب عضو مجلس نواب ماساتشوستس ‏.